# With T
With Tは、男性の二人組タレントである。

## メンバー
- 岸田健作（きしだ けんさく、1978年11月8日 - ）東京都足立区出身
- 小笠原秀春（おがさわら ひではる、1973年12月17日 - ）東京都出身

## 略史
『森田一義アワー 笑っていいとも!』の10代目いいとも青年隊として、1997年3月31日から2000年3月31日まで活動していた。
現在は解散している。

## 出演していた番組
- 森田一義アワー 笑っていいとも!（「いいとも青年隊」として。フジテレビ、1997年3月31日 - 2000年3月31日）
- ボキャブラ天国（キャッチコピーは10代目いいとも青年隊）